# Bento de Abreu
21°16′14″N 50°48′43″T / 21,27056°N 50,81194°T

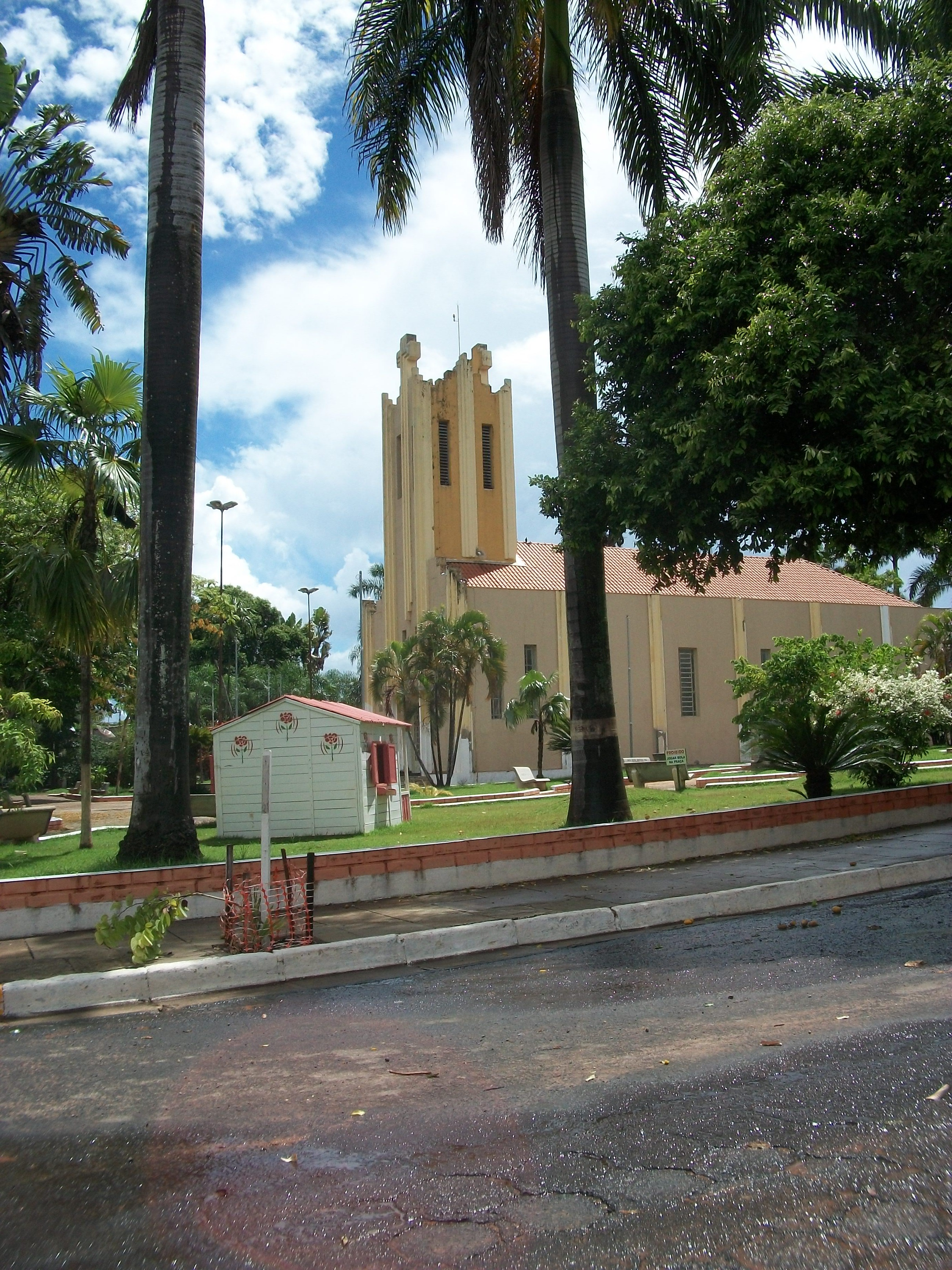

Bản đồ vị trí Bento de Abreu

Bento de Abreu là một đô thị ở gần Araçatuba ở bang São Paulo của Brasil. Dân số năm 2003 là 2.392 người và diện tích là 302,72 km². Bento de Abreu nằm ở độ cao là 431 m. Theo điều tra năm 2000, đô thị này có tỷ lệ dân biết đọc biết viết chiếm 89,96%, chỉ số phát triển con người 0.802, tuổi thọ bình quân 76,63 năm.